# レヴィン・エズトゥナリ
- レビン・エツナリ

レヴィン・エズトゥナリ（Levin Öztunalı 、1996年3月15日 - ）は、ドイツ・ハンブルク出身のサッカー選手。ブンデスリーガ・ハンブルガーSV所属。ポジションは、ミッドフィールダー。一般的には『レビン・エツナリ』と紹介されることが多い。

## 経歴

### レバークーゼン
2013年1月、 バイエル・レバークーゼンがハンブルガーSVからエズトゥナリを5年契約で獲得することが内定したと発表。8月、SCフライブルク戦でプロデビュー。17歳146日というクラブ史上最年少、ブンデスリーガ全体でも11番目に若いデビューを飾った。
2014年12月、SVヴェルダー・ブレーメンへ18ヶ月間レンタル移籍することが発表された。2014-15シーズン最終節のボルシア・ドルトムント戦で初ゴール。

### マインツ
2016年8月、1.FSVマインツ05はレバークーゼンからエズトゥナリを5年契約で獲得したと発表した。27日のボルシア・ドルトムント戦で移籍後初出場。次節TSG 1899ホッフェンハイム戦で移籍後初ゴール。

### ウニオン・ベルリン
2021年5月19日、1.FCウニオン・ベルリンへの移籍が決まり、同年7月より加入することが発表された。

### ハンブルガーSV
2023年6月27日、ハンブルガーSVに移籍した。

## 家族
元ドイツ代表選手であるウーヴェ・ゼーラーを祖父に持つ。実父はトルコ出身でハンブルガーSVのスカウトを務めている。

## タイトル

### 代表
- UEFA U-19欧州選手権（2014年）

### 個人
- フリッツ・ヴァルター・メダル U-18部門（2014年）

## 代表歴

### 出場大会
- U-19ドイツ代表
  - 2014年 - UEFA U-19欧州選手権（優勝）
- U-20ドイツ代表
  - 2015年 - FIFA U-20ワールドカップ（ベスト8）
- U-21ドイツ代表
  - 2017年 - UEFA U-21欧州選手権